# Barry Cogan
Barry Cogan (* 27. September 1936 im County Cork) ist ein früherer irischer Politiker der Fianna Fáil, der von 1977 bis 1981 Abgeordneter (Teachta Dála) des Dáil Éireann, des Unterhauses des Parlaments (Oireachtas), und von Oktober 1981 bis Mai 1982 Mitglied des Seanad Éireann war. 
Cogan wurde bereits im ersten Versuch bei den Wahlen zum Dáil Éireann 1977 im Wahlkreis Cork Mid gewählt. Für die Wahlen zum Dáil Éireann 1981 wurde der Wahlkreis neu zugeschnitten und Cogan trat in Cork South-Central an, verlor aber seinen Sitz. Er wurde stattdessen über die Industrie- und Gewerbeliste in den Seanad Éireann gewählt. Dort verblieb er bis Mai 1982. Alle weiteren Versuche, bei den Wahlen im November 1982, 1987, 1989 und 1992 den Sitz im Dáil Éireann zurückzugewinnen, scheiterten. 1985, 1991 und 1999 wurde er in den Cork County Council gewählt.